# Trichalcidion penicillum
Trichalcidion penicillum är en skalbaggsart som beskrevs av Monné och Delfino 1981. Trichalcidion penicillum ingår i släktet Trichalcidion och familjen långhorningar.
Artens utbredningsområde är Venezuela. Inga underarter finns listade i Catalogue of Life.